# ナンシー関
ナンシー関（ナンシーせき、本名：関 直美（せき なおみ）、女性、1962年7月7日 - 2002年6月12日）は、日本の版画家、コラムニストである。青森県青森市生まれ。法政大学文学部第二部（夜間部）中退。
独特の観察眼による「テレビ批評」とその挿絵に入れた著名人の似顔絵「消しゴム版画」で社会そのものを批評していた。世界初の消しゴム版画家である。

## 経歴

### 生い立ち
青森県青森市に三人きょうだいの長女として生まれた。2歳下の妹と7歳下の弟がおり、父親は同郷のプロボクサーのレパード玉熊の後援会会長を務めていた。言葉は早く、2-3歳のころには一人で絵本を読んでいた。1969年、青森市立堤小学校に入学。同級生によれば性格は他の生徒より大人びて冷静だったという。手先は器用で、パラパラマンガを描いたり、いたずらとしてクラスメイトの消しゴムに文字を彫るなどしていた。小学校入学後から急に太り始めたため、心配した両親は病院を受診させたが、結果は「異常なし」だった。当時の青森には民放が2局しかなく、のちにテレビについては恵まれない幼少期を送ってきたと述懐している。小学生時代は「8時だョ!全員集合」のザ・ドリフターズとアイドルの郷ひろみの熱心なファンであった。
小学校卒業後は、青森市立浦町中学校を経て、カトリック系ミッションスクールの青森明の星高等学校に進学した。この頃、『ビックリハウス』『宝島』『STUDIO VOICE』などサブカルチャー系の雑誌を読み漁り、YMOやムーンライダーズのファンとなった。図工・美術の成績は小学生時代から優秀（ほとんど5）で、クロッキーやデッサンを得意としていた。クラスで1週間ほど消しゴム版画が流行ったことがあったが、ナンシーの彫ったゴダイゴやツイストのバンドロゴは抜群にうまく、クラスメイトたちから注文が殺到した。また、クラスメイトと芸能新聞のようなものを発行したこともある。『所ジョージのオールナイトニッポン』や『ビックリハウス』に投稿をはじめ、『オールナイトニッポン』でハガキが読まれた翌日は拍手喝采で教室に迎えられた。無根拠ながらも将来は東京に出ることを確信していたが、それを「憧れ」という言葉で認識すること・されることに抵抗があったという。

### 上京、「ナンシー関」デビュー
高校卒業後、上京すると高田馬場の早稲田予備校に通い浪人生活を始めた。高校3年の正月に始まったラジオ番組『ビートたけしのオールナイトニッポン』に傾倒し、放送がある木曜の夜はなるべく出かけず、放送開始とともにラジカセの録音ボタンを押し、CMをとばしてカセットテープに録音したものを、次週の放送まで7-8回繰り返して聴いていた。この番組にもハガキを投稿、番組コーナーで採用されている。ナンシーの旧友は、彼女にとってたけしのラジオは宗教に近かったと証言している。
1982年、法政大学第二文学部日本文学科に入学。同年11月には広告批評主宰の「広告学校」にも入学したが、大学にはほとんど行かず、広告学校も仕事を紹介してくれるわけでないと知って通わなくなり、親からの仕送りと軽作業のバイト代で毎日漫然とテレビを見てすごした。翌年に妹が進学のため上京、95年まで同居した。この頃、ひまつぶしに編み物や粘土細工を作り、高校時代流行った消しゴム版画を再び彫り始めた。モチーフはカネテツのテッちゃんや花登筺の小説「あかんたれ 土性っ骨」の丁稚の少年であり、丁稚の版画は10種類作りそれぞれ「たたきあげ」「おでかけ」などの文字を入れた。消しゴム版画の人物にキャプションを添える特徴的なスタイルはこの頃既にあった。広告学校で知り合った友人（後のえのきどいちろうの妻）の手帳に押したところ、えのきどの目に留まり、ライター事務所「シュワッチ」に籍を置くこととなった。えのきどは、ナンシーを『ホットドッグ・プレス』の新人編集者のいとうせいこうに紹介するとともに、ペンネームの命名を依頼した。いとうは当時イラストレーターに「ペーター佐藤」「スージー甘金」のようなふざけた名前が流行っていたのに倣って本名の関直美にちなみ、その場のノリで「ナンシー関」と命名した。
ナンシー関としてのデビュー作は1985年3月10日号の『ホットドッグ・プレス』の萩原健太のコラムに彫った消しゴム版画であった。その後も同誌のコラムや連載、読者投稿欄のイラストを消しゴム版画で担当した。ナンシーは依頼された仕事を全て編集部の中で行った。当時のライターはみな編集部に通って執筆を行っていたが、イラストレーターとしては異例であった。1年後、1986年6月25日号から芸能人に関するコラム「対岸に火をつけろ」を連載。これがナンシーにとってはじめての文章の仕事だった。ペラ（200字詰め原稿用紙）3枚ほどの分量だったが、書き方がわからず改行なしで書いてしまったという。
1986年1月から『ミュージック・マガジン』のえのきどいちろうのコラムでイラストを担当した。さらに1988年1月号からは3年間表紙イラストを手がけ、ミック・ジャガー、ジェームス・ブラウン、U2などの外国人ミュージシャンを彫った。同年、『月刊カドカワ』6月号から1ページコラム「テレビ目抜き通り」を連載し、テレビに関するコラムと消しゴム版画という組み合わせがここで現れる。1989年に「シュワッチ」から独立、CM関係など一部の業務だけいとうせいこうが作った「エムパイヤ・スネーク・ビルディング」に預けた。

### 人気コラムニストに
1990年、『噂の眞相』5月号からテレビコラムの連載を開始した。コラムは「ナンシー関のチャンネルオフ」「迷宮の花園」とタイトルを変更、1993年4月から「顔面至上主義」として亡くなるまで連載した。
1991年7月、最初の単行本である『ナンシー関の顔面手帖』を出版した。当初シンコーミュージックの編集者（君塚太）が、川勝正幸、高橋洋二、ナンシー関の共著として企画したが、3人とも遅筆であったため、ナンシーの単著に変更。1年半以上かけて69人の人物評と消しゴム版画の原稿を書き下ろした。ナンシーが青森に帰省した際『顔面手帖』を読んだ彼女の両親は「こんな人さまの悪口を書いて抗議されたり刺されたりしたら大変。やめて欲しい」と本気で心配した。以後、ナンシーは自分の仕事について両親に話すことはなかった。
1991年12月からは『スタジオ・ボイス』で「ナンシー関の信仰の現場」を連載。矢沢永吉のコンサート、キックボクシング会場、公団建売抽選などを取材した初めてのノンフィクション作品だったが、原稿料滞納を理由に13回で打ち切りとなった。1993年、『野性時代』で連載を再開し、翌年7月には『信仰の現場 すっとこどっこいにヨロシク』として刊行された。毎回原稿用紙８ページという分量は彼女にとって厳しく、また視力も悪かったため自分は取材下手だと思ったという。
1992年、世界文化社から編集者桒田義秀により、これまでさまざまな雑誌に書いた原稿をまとめた『何様のつもり』が刊行された。その後「何シリーズ」としてナンシーの生前10冊が出版され、合計部数は30万部を超えた。
1993年1月からは週刊朝日で「小耳にはさもう」の連載を始めた。これは副編集長が同誌で連載していた松尾貴史からナンシー関の名前を聞き、『噂の眞相』の連載を見て依頼したものであった。合わせて山藤章二からも「あの絵はよい」と推薦を受けた。最初の打ち合わせは荻窪のレストランに自転車で現れた。企画、コンセプトからタイトルまでテキパキ固め実際の作風とは全く異なり、話し方は極めて素朴でほんわかとしていた。同年週刊文春10月21日号から「ナンシー関のテレビ消灯時間」を連載。この2つの連載でナンシー関の名は全国区に知られるようになる。
1994年、『CREA』5月号でダウンタウンの松本人志と対談。この中で松本が「今お笑いの批評ができるのはナンシーさんとみうらじゅんだけ」と発言した。放送作家の高橋洋二によれば、これをきっかけにテレビ出演者の間でもナンシーを支持する声が増えたという。

### 突然の死
1995年夏、祐天寺にマンションを購入し、一人暮らしをはじめた。しかし、締切に追われ、1日に20-30本のショートピースを吸い、ストレスを飲み食いで発散する生活は彼女の健康を蝕んだ。90年代半ばごろから少し歩くだけで息切れするようになり、体型も若いころより大きくなっていた。いとうせいこうはナンシーが亡くなる数年前から酒やタバコを控えるように忠告していた。大月隆寛も健康診断を勧めたが、生活態度を改めることも、人間ドックに入ることもなかった。
2002年6月11日の夜、友人と中目黒の飲食店で新作の餃子を食べたあと、10時ごろ一人でタクシーに乗り、祐天寺のマンションに帰宅する途中意識を失った。タクシーの運転手が駅前交番に駆け込み通報し、救急車で東京医療センターに搬送されたが、日付が変わった12日午前0時47分に死去。39歳没。行政解剖の結果、死因は虚血性心不全と判明した。
16日、ナンシーの実家近くの寺院で行われた葬儀では、黒柳徹子、ビートたけし、坂本龍一、宮部みゆきなどの著名人をはじめ数えきれないほどの弔花が並ぶ、盛大なものだった。遺骨は関家の菩提寺である夢宅寺の墓に納められた。

## 人物
一人暮らしのマンションには、4・5台のビデオデッキを備え、テレビを観察し続けていた。「朝は8時ごろに起き、夜は午前1時頃に就寝する」というライフスタイルだったという。
大のカラオケ好き。元々カラオケで歌うことには気恥ずかしさを感じていたが、1992年から「堰を切ったように」行き出し、頻繁に仲間との飲み会兼カラオケパーティを開いた。2・3時間歌うのはザラで、夜10時から朝5時まで歌い続けたこともあるという。声量もあった。得意としたのは北原ミレイの『石狩挽歌』、内藤やす子の『想い出ぼろぼろ』、ちあきなおみの『X+Y=LOVE』。歌謡曲から矢沢永吉、ヴィジュアル系やアニソンまで幅広く歌いこなした。
高校時代からムーンライダーズの大ファン。直接サインをもらった有名人で、特に緊張したのは鈴木慶一、チャー、デビュー前の浜崎貴司（FLYING KIDS）。他にジャニス・ジョプリンも好きと周囲に話していた。バンド「小島」もひいきにしていた。また、リリー・フランキーとは松田優作の『ヨコハマ・ホンキー・トンク・ブルース』の話で盛り上がったこともある。
ライター事務所「シュワッチ」在籍時、社長のイタバシマサヒロに誘われ、GSコピーバンド「シュワッチャーズ」を結成、ベースを担当。商店街の夏祭りや知人の結婚式などで4回のライブを行った。 
プロレス・格闘技好きでたびたび会場に足を運んだ。プロレス専門誌『紙のプロレス』で「ナンシー関の消しゴム爆破デスマッチ」というコラムを連載していたこともある。
1999年、ヒクソン・グレイシーが高田延彦を2度にわたって破った頃は彼に心酔するあまり、泥酔して「ヒクソンの嫁になりてえ」と叫んだという。しかし高田が参院選に出馬したり、K-1がリングサイドに芸能人を並べたりすることには憤っていた。
お気に入りの店は中目黒の「ビッグママ」、お気に入りの焼酎は「百年の孤独」。いつもカウンターの隅に座り、シャイでかわいらしく、ときおりボソッとつぶやいていた。亡くなる1週間程前に店を訪れた時はママと海外旅行の話になり、冬に近場の韓国に二人で行く約束をしたが実現しなかった。

## エピソード

### 消しゴム版画家として
- 自筆コラムの挿絵として（または他の筆者の挿絵担当として）、テーマとなる著名人の似顔絵を消しゴム版画で製作した。シンプルでありながら特徴を掴んだ素朴な絵柄と、どのようなペンとも異なる新鮮なタッチ、著名人を一言で表現するキャプションが独特であった。作成した消しゴム版画は5000個以上にのぼる。
- デビュー当時版画に用いたのはステッドラーの38ミリ×76ミリの一番大きいサイズの消しゴム[48]。のちに文房具メーカーのヒノデワシから消しゴム提供の申し出があり、関本人監修のもと開発された版画専用消しゴムを使用するようになった。この消しゴムは1995年「はんけしくん」の名で発売されている[49]。その後もヒノデワシはナンシーに「はんけしくん」を無償提供し続けた[50]。
- カッターはNTカッターD-400[51] を使用していたとのこと[2]。
- 1996年に掲載された「週刊文春」での対談で、これまでで最もたくさん彫った人物が内藤陳であることを明かした。2008年の『タモリ倶楽部』（テレビ朝日）での安斎肇の発言によると1位が内藤陳、2位がタモリ、3位がもたいまさこになる。

### コラムニストとして
- テレビ番組をはじめとする様々な媒体における芸能人・有名人の発言や態度を自身のコラムの題材とした。シニカルで軽妙な語り口で書かれる辛辣かつ愛情に満ちた芸能界への視点にはファンも多く、業界関係者にも生前から高く評価されていた。その早世を惜しむ声は多く、死後もなお「ナンシー関が生きていれば何と言うだろうか？」と、後継者不在を嘆く風潮がある[52]。
- 1987年創刊のテレビ雑誌「テレビブロス」の初期には、各頁の欄外に芸能人へのツッコミ的な内容のミニコラム「ブロス探偵団」があったが、関は無署名でそのすべてを担当していた。
- 週刊朝日「小耳にはさもう」の第1回のテーマは貴花田光司、最終回は辻仁成。結果的に足かけ10年462回の長期連載となった。
- ナンシーの遅筆は担当編集者の間で有名だった[53]。週刊誌連載ではしめきり当日までネタが決まらず担当編集者が電話をして一緒にネタを決めることもあり、原稿を送りバイク便でイラストを送るというギリギリの進行だった[54]が、それでも休載は一度もなく、質も全く落ちなかったという。
- フジテレビの深夜番組『殿様のフェロモン』の放送中にナンシー本人と電話を繋ぎ、批判の対象であった中山秀征と直接対決する出来事があった。
- 1995年、噂の真相に掲載されたコラム内で「10年後、ヤワラちゃん（田村亮子、現在の谷亮子）は選挙に出ていると思う」と予想していたが、谷が2010年の第22回参議院議員通常選挙に民主党から出馬したことで、15年越しで予想が当たったこととなる。
- 猿岩石時代に培った好青年のイメージが強かった有吉弘行がリングの魂の柔道企画で見せたふてぶてしい態度について、「地の性格が出た」と看破している。また、島田紳助について1990年時点で「『素敵なことやないか』『一緒にやりましょうや』といったような感動的なフレーズを連発する。怪しい」などと評していた[55]。
- 1993年10月から週刊文春でも「テレビ消灯時間」の連載がスタートする。関は同じ週刊誌の連載ということで「小耳にはさもう」の担当編集者に相談した。「別にいいけど絵はうちより小さくしてくれ」という返答に対して、関は律儀にこの約束を守ったという。
- 麻原彰晃の声をバカボンのパパの声の人（雨森雅司）に吹き替えてもらいたいとセリフを指定してコラムを書いたことがある。
- 「大食い番組ウォッチャー」としても知られ、「誰が勝っても羨ましくない。それが大食いの魅力だ」「赤阪尊子を見ているともう壊れている。しかし小林尊は健康に見える。新しい時代がくるんじゃないか」と論評した[56]。ちなみにナンシーが最も高く評価した大食い戦士は、日曜ビッグスペシャル第2回全国大食い選手権優勝者の方喰保弘である[57]。

### 論争
1993年2月2日付の毎日新聞にナンシーの「母子像の自己陶酔はイヤらしい」と題したコラムが掲載された。これは作家の島田雅彦が担当した「瞠目新聞」という連載の企画で、島田が指名したライターに「お題」に沿って書いてもらうもの。「子育て」のお題に対しナンシーはベビーカーを押す母親を取りあげ「絶対的な正義を確信している」「無防備な自己陶酔」と批判、これに抗議の投書が殺到した。この原稿はナンシーの意向で著作に収録されていないが、連載をまとめた島田雅彦著『瞠目新聞』（毎日新聞社、1994年、ISBN 9784620310084）にはコラム、批判の投書、それに対するナンシーの反論「私の意見は極論か」も収録されている。
週刊朝日1994年3月25日号の連載でナンシーはどうしてデーブ・スペクターが嫌いなのかというコラムを書く。これを受けてデーブは週刊文春3月31日号の連載で「復讐の味は甘いから、太るよ」と題して「とんでもない○○のくせに！と罵ってやろうとしたら周囲から止められてしまった」と伏字でナンシーの体型を揶揄。ナンシーは週刊朝日4月8日号で「私も昨日や今日急に太ったワケでもないし。ま、ちゃんと読んでから怒ることだ」と切り返した。

### 評価
中川淳一郎は「ナンシー関の記事は人を選ぶ過激なものであったため、もし今(2009年時点)ナンシーが生きていてブロガーになったら度々炎上して大成しなかったであろう」という趣旨の評価をしている。

## テレビ出演
生前、いくつかのテレビ番組に出演しているが、自分のイメージをコントロールできないという理由で1993年を最後に出演していない。
- 三宅裕司のいかすバンド天国（TBS、1989年6月24日）- ゲスト審査員
- ゲバゲバゲリラ（スペースシャワーTV、1991年3月）- いとうせいこう司会のトーク番組にゲスト出演。
- タモリ倶楽部（テレビ朝日、1991年5月31日）- 「楽しい消しゴム版画教室」と題してタモリとヨネスケにポール牧の彫り方を指南。
- 婦人百科（NHK教育、1991年11月11日）- 「消しゴム版画の年賀状」の講師として翌年の十二支の申の彫り方を教えた。
- アメリカ横断ウルトラクイズ（日本テレビ、1992年第16回に出場） - 第一次予選で敗退[62]。
- ナイトジャーナル（NHK、1993年5月10日）

## ナンシー関を演じた女優
- 安藤なつ（2014年・NHK BSプレミアム「ナンシー関のいた17年」）
- 田牧そら（2022年10月17日、NHK総合「ヒロイン誕生！ドラマチックなオンナたち　ナンシー関×田牧そら」

## 著書

### 「何」シリーズ
全10冊。単行本：世界文化社、文庫：角川文庫
- 『何様のつもり』1992年 ISBN 4-04-198602-8
- 『何をいまさら』1993年 ISBN 4-04-198604-4
- 『何の因果で』1995年 ISBN 4-04-198605-2
- 『何もそこまで』1996年 ISBN 4-04-198606-0
- 『何が何だか』1997年 ISBN 4-04-198607-9
- 『何がどうして』1999年 ISBN 4-04-198608-7
- 『何だかんだと』2001年 ISBN 4-04-198611-7
- 『何はさておき』2002年 ISBN 4-04-198612-5
- 『何をかいわんや』2003年 ISBN 4-04-198613-3
- 『何を根拠に』2003年 ISBN 4-418-03523-0

### 「耳」シリーズ
週刊朝日での連載をまとめたもの。単行本：朝日新聞社、文庫：朝日文庫
- 『小耳にはさもう』1994年 ISBN 4-02-261167-7
- 『聞いて極楽』1995年 ISBN 4-02-261233-9
- 『聞く猿』1997年 ISBN 4-02-264191-6
- 『耳部長』1999年 ISBN 4-02-264267-X
- 『秘宝耳』2001年 ISBN 4-02-261387-4
- 『耳のこり』2002年 ISBN 4-02-261446-3

### 「テレビ消灯時間」シリーズ
週刊文春での連載をまとめたもの。単行本：文藝春秋、文庫：文春文庫
- 『テレビ消灯時間1』1997年 ISBN 4-16-762202-5
- 『テレビ消灯時間2』1998年 ISBN 4-16-762203-3
- 『テレビ消灯時間3 夜間通用口』1999年 ISBN 4-16-762205-X
- 『テレビ消灯時間4 冷暗所保管』2000年 ISBN 4-16-762207-6
- 『テレビ消灯時間5 雨天順延』2001年 ISBN 4-16-762208-4
- 『テレビ消灯時間6 天地無用』2002年 ISBN 4-16-762209-2

### 対談集
- 『地獄で仏』1996年 大月隆寛共著 ISBN 4-16-762201-7
- 『隣家全焼』1998年 町山広美共著 ISBN 4-16-762204-1
- 『堤防決壊』2000年 町山広美共著 ISBN 4-16-762206-8
- 『小さなスナック』2002年 リリー・フランキー共著 ISBN 4-16-762210-6
- 『無差別級 ナンシー関対論集』2003年 河出書房新社 ISBN 4-309-01555-7
- 『超弩級 ナンシー関トーク集』2003年 河出書房新社 ISBN 4-309-01599-9』
- 『超高校級 ナンシー関トーク集』2004年 河出書房新社 ISBN 4-309-01625-1
- 『語りあかそう』2014年 河出文庫 ※過去の対談集からの傑作選

### 消しゴム版画集
- 『ナンシー関の顔面手帖』1991年 シンコー・ミュージック のち角川文庫
- 『ナンシー関の顔面手帖 1994 夏』1994年 シンコー・ミュージック
- 『ナンシー関の約百面相』1994年 リブロポート、2003年 河出書房新社 ISBN 4-309-61301-2 ※ポストカード集
- 『ナンシー関のシールブック』2001年 アスペクト ISBN 4-7572-0792-1
- 『ナンシー関のすっとこ人名辞典』2002年 飛鳥新社
- 『ナンシー関消しゴム版画』2003年 メディアファクトリー ISBN 4-8401-0868-4
- 『ナンシー関全ハンコ5147』 2008年 アスペクト ISBN 978-4757215054
- 『ナンシー関 原寸大! 生ハンコ集』2015年 ワニブックス

### その他の単行本
- 『信仰の現場 すっとこどっこいにヨロシク』1994年 角川書店 のち角川文庫 ISBN 4-04-198603-6
- 『ヴィンテージ・ギャグの世界―国民の心をつかんだあの一瞬』1997年2月 徳間書店 ISBN 4-19-860648-X ※高橋洋二と共著
- 『ナンシー関の記憶スケッチアカデミー』2000年 カタログハウス のち角川文庫  ISBN 4-905943-46-9
- 『ナンシー関のボン研究所』2003年 角川文庫 ISBN 4-04-198610-9 ※ウェブサイトの書籍化
- 『ナンシー関の記憶スケッチアカデミー2』2004年 カタログハウス のち角川文庫 ISBN 4-905943-53-1

### 没後の再編集版・未収録コラム拾遺
- 『ザ・ベリー・ベスト・オブ「ナンシー関の小耳にはさもう」100』2003年 朝日新聞出版  ISBN 4-02-261418-8
- 『ナンシー関大コラム テレビ芸能人編』2004年 世界文化社  ISBN 4-418-04503-1
- 『ナンシー関超コラム テレビCM編』2004年 世界文化社 ISBN 4-418-04504-X
- 『ナンシー関激コラム 世情編』2004年 世界文化社 ISBN 4-418-04518-X
- 『ナンシー関の「小耳にはさもう」ファイナル・カット』2005年 ISBN 4-02-257977-3
- 『テレビの鬼 芸能人、著名人をメッタ斬り!』2006年 世界文化社 ISBN 4-418-06506-7
- 『ナンシー関 リターンズ』2009年 世界文化社
- 『お宝発掘! ナンシー関』2012年 世界文化社
- 『ナンシー関「テレビ消灯時間」リミックス』2012年 文藝春秋 ※電子版のみ
- 『ナンシー関の名言・予言』2013年 世界文化社
- 『ナンシー関の耳大全77 ザ・ベスト・オブ「小耳にはさもう」1993-2002』2018年 武田砂鉄による傑作選

### 雑誌特集・評伝
- 『ナンシー関 トリビュート特集 KAWADE夢ムック』2003年2月 河出書房新社 ISBN 4-309-97646-8
  - 増補新版『ナンシー関 没後10年 おかえりナンシー』2012年10月 ISBN 978-4-309-97782-9
- 『ナンシー関大全』2003年 文藝春秋 ISBN 4-16-365160-8
- 横田増生『評伝 ナンシー関 心に一人のナンシーを』朝日新聞出版 2012年

再刊：朝日文庫 2014年、中公文庫 2022年5月 ISBN 978-4122072145